# Carabisianos
Carabisianos (em grego: Καραβισιάνοι; romaniz.: Karabisianoi), foram o suporte principal da marinha bizantina a partir de meados do século VII até o início do século VIII. O nome deriva do grego cárabo ou cárabis (em grego: κάραβος, κάραβις - "navio") que significa literalmente "povo dos navios" ou "marinheiros". Os carabisianos foram a primeira unidade naval permanente do Império Bizantino, formada para enfrentar a expansão islâmica por mar. A unidade foi debandada e substituída por uma série de temas marítimos entre 718 e 730.

## História

O chamado "Tema Carabisiano" - uma denominação incorreta - à esquerda, na costa sudeste da Anatólia (nº 11)

A unidade dos carabisianos foi fundada em algum momento na segunda metade do século VII como resposta às conquistas muçulmanas. Diferentes estudiosos já sugeriram que ela surgiu a partir dos restos do antigo Questorado do exército ou do exército romano da Ilíria, mas estas sugestões permanecem no campo das hipóteses. A data de fundação da frota permanece incerta: alguns propõem que teria sido na década de 650 ou 660 pelo imperador bizantino Constante II (r. 641–668), logo após a grande derrota naval na Batalha dos Mastros em 655, enquanto que outros acreditam que teria sido após o primeiro cerco árabe de Constantinopla entre 672 e 678, onde o avanço árabe por mar parece não ter encontrado resistência. A primeira referência inequívoca aos carabisianos foi durante o cerco de Tessalônica pelos eslavos por volta de 680 e, depois, numa carta do imperador Justiniano II (r. 685–695) ao Papa Cónon em 687.
Acredita-se que os carabisianos tenham sido a primeira força naval permanente do império Bizantino. Antes disso, como o Mediterrâneo era o "lago romano", apenas um limitado número de naus de guerra relativamente pequenas eram mantidas nos portos principais e ao longo das fronteiras fluviais do Império para fins de patrulha e escolta. As frotas maiores eram criadas de forma ad hoc para expedições específicas. Os carabisianos eram organizados de forma similar que os exércitos dos temas: eram unidades militares batizadas em homenagem aos seus soldados e lideradas por estratego (stratēgos tōn karabōn/tōn plōimatōn). Embora eles tenham sido chamados de Tema Carabisiano, esta designação é incorreta, pois os carabisianos permaneceram como uma unidade puramente militar e não parecem ter abrangido qualquer divisão territorial como os tmemas terrestres. A capital do estratego é desconhecida, com sugestões que vão desde Rodes a Ceos e Samos. Os carabisianos também são alternativamente vistos como sendo uma frota essencialmente provincial, encarregada de defender a costa sul da Ásia Menor, de Mileto até Selêucia na Cilícia, as ilhas do Egeu e as possessões imperiais na Grécia meridional, servindo juntamente com a frota imperial central de Constantinopla, ou como um comando que abrangia virtualmente a todo o efetivo da marinha bizantina, ativo tanto na defesa quanto no ataque, do mar Negro até o Exarcado da África.
Os carabisianos foram significativamente fortalecidos pelo imperador Justiniano II, que assentou alguns milhares de mardaítas para servirem de remadores e marinheiros ao longo da costa sul da Ásia Menor. Justiniano também criou um tema e uma frota separados para a Grécia meridional, chamado de Hélade. Os carabisianos tiveram um papel preponderante na fracassada expedição para recuperar Cartago em 697-698 e lideraram a revolta que instalou o almirante Apsímaro (Tibério III) no trono. A última menção ao estratego dos carabisianos ocorre em 710-711 e somente após 732 é que o principal sucessor da unidade, o Tema Cibirreota é mencionado, o que levou a duas diferentes hipóteses para a data e razão da extinção da unidade. Uma defende que foi após o segundo cerco árabe de Constantinopla (717-718), seja por conta do fraco desempenho durante os anos anteriores ou por ela ter apoiado a revolta contra Leão III, o Isauro (r. 717–741), enquanto que outros defendem que foi por volta de 727, após outra revolta fracassada contra Leão III.
Os carabisianos foram substituídos principalmente pelo novo Tema Cibirreota, o primeiro tema naval (thema nautikon), que era um antigo comando subordinado liderado por um drungário e que cobria a costa meridional da Ásia Menor. Em outras províncias costeiras, diversas frotas e esquadrões menores, sob drungários ou outros oficiais, eram encarregados da defesa local.